# Takeshi no Chōsenjō
Takeshi no Chōsenjō (たけしの挑戦状?  lit. El desafío de Takeshi), traducido oficialmente en inglés como The Ultimate Challenge from Beat Takeshi y generalmente conocido en internet como Takeshi's Challenge, es un videojuego de acción-aventura de 1986 desarrollado por la empresa japonesa Taito para la Family Computer (conocida en el occidente bajo el nombre de Nintendo Entertainment System).
El juego fue diseñado por Takeshi Kitano y se centra en la vida de un salaryman (típico trabajador asalariado japonés) que busca un tesoro oculto en una isla remota del Mar del Sur. Takeshi no Chōsenjō recibió gran cantidad de críticas negativas debido a sus requisitos de jugabilidad de muy alta dificultad. Se los considera poco razonables en su mayoría por el hecho de que la mayoría de sus desafíos son difíciles de superar sin noción anterior de lo que procede.

## Gameplay
A pesar de que el gameplay de Takeshi no Chōsenjō está presentado como un videojuego de acción de desplazamiento lateral, la trama continúa con base en las elecciones del jugador, haciendo que el juego tenga características más similares a las de los videojuegos de aventura. También se usan elementos de videojuegos de disparo en cierto punto. 
El jugador encarna a un salaryman pobre en un ambiente japonés decadente, al cual lo suelen atacar miembros hostiles de los yakuza con frecuencia. La salud del jugador solo puede recuperarse bebiendo tequila en el bar en Japón o durmiendo en el hotel de la Isla Hintabo, aunque el personaje puede revivir si el jugador presiona los botones A y B a la vez tres veces en una sucesión rápida. El salaryman puede recibir dinero al golpear peatones o completando ciertas objetivos.
El argumento del juego inicia cuando el salaryman recibe un mapa del tesoro. Antes de poder iniciar la búsqueda del tesoro, el personaje principal debe prepararse golpeando al hombre que le dio el mapa, divorciándose de su esposa, renunciando a su trabajo y adquiriendo varias habilidades en el centro de cultura.  
Si estas condiciones no se cumplen antes de que el salaryman viaje a la Isla Hintabo, su esposa o el presidente de la compañía aparecerán de repente y lo repatrian a la fuerza a Japón, o el tesoro es interceptado por el anciano (que había estado siguiendo al salaryman), resultando en un game over.
El juego incorpora el uso del micrófono del segundo control de la Family Computer en varias ocasiones, especialmente en el bar de karaoke. En un nivel, el personaje principal debe volar en ala delta desde la Isla Hintabo hasta la isla del tesoro mientras dispara balas hacia pájaros u ovnis que se le acercan. El salaryman solo puede ascender mediante ráfagas de viento, solo puede disparar una bala a la vez y cualquier choque con un enemigo resulta en un game over instantáneo. El juego usa un sistema de guardado por medio de contraseñas, un método común para conservar el progreso de las partidas de la época. El jugador también puede ir directamente hasta el final del juego al lanzar 30,000 puñetazos en la pantalla de título.

## Desarrollo y lanzamiento
El juego originalmente se había planeado como una versión de Famicom del programa Fūun! Takeshi Jō (conocido como MXC en Estados Unidos y como Humor Amarillo en España), el cual conducía Kitano, pero luego él propuso algunas ideas diferentes para un juego totalmente distinto. 
El argumento del juego, en el cual un asalariado abatido decide buscar un tesoro oculto en una isla, se considera que fue creado cuando Kitano estaba borracho en un bar; pero sin embargo él mismo explica que el argumento fue el resultado de una charla larga que duró cerca de una hora en una cafetería en las cercanías de su compañía de producción.
Muchas de las ideas de Kitano fueron rechazadas debido a las limitaciones de la consola, o porque directamente el contenido no era adecuado para niños pequeños. Se lanzaron dos juegos más con el nombre de Kitano después de Takeshi no Chōsenjō (Takeshi no Sengoku Fūunji y Family Trainer Totsugeki! Fūun Takeshijō), pero él no fue involucrado en el desarrollo de ninguno de esos últimos juegos. A pesar de que Kitano haya participado de un escándalo junto a la revista de chisme japonesa Friday (フライデー襲撃事件), el 9 de diciembre de 1986, de todas formas Takeshi no Chōsenjō salió a la venta el día siguiente.
Existieron dos anuncios televisivos para publicitar el juego: uno en el que Kitano canta karaoke mientras juega su videojuego y otro en donde grita "¡Sal de ahí!" en el micrófono del segundo control de la Famicom para revelar el mapa del tesoro en el juego. Ambas son pistas para completar el juego. Según una fuente de Taito Corporation, se llegaron a vender cerca de 800,000 copias.
El juego fue relanzado en la Consola Virtual de Wii el 31 de marzo de 2009. Se publicó una versión de iOS y Android llamada Chōsenjō from Beat Takeshi (挑戦状 From Beat Takeshi) para Japón el 15 de agosto de 2017. Esta versión incluye un soporte de pantalla ancha, un nuevo nivel que ocurre en Estados Unidos, y posee música diseñada por el equipo Zuntata, de Taito.

## Recepción
El juego ocupó el primer puesto en el ranking de juegos kusoge (videojuegos de mala calidad) de la revista Famitsu y a menudo se lo suele considerar como uno de los peores videojuegos de todos los tiempos. 
Por otro lado, dejó un impacto fuerte en varios críticos y en el año 2007 fue nominado para el Retro Game Award de 2007 en el Tokyo Game Show, junto a otros títulos como Spelunker, Adventure Island y Ghosts 'n Goblins (finalmente Super Mario Bros. ganó el premio).